# Apocalisse di Daniele
L'Apocalisse di Daniele o Apocalisse persiana di Daniele è un apocrifo dell'Antico Testamento, pseudoepigrafo di Daniele. Scritto su un prototesto aramaico perduto, ci è pervenuto solo in persiano della prima metà IX secolo d.C..
Di origine giudaica, ricalca stile e contenuti del Libro di Daniele. Appartiene al genere apocalittico.
2 parti: 
1. avventure di Daniele nell'esilio a Babilonia (VI secolo a.C.). 
2. visioni apocalittiche che svelano il futuro con la sottomissione a un dominatore (allegoria di Maometto) ma col riscatto tramite il Messia figlio di Davide che instaura un regno fino al giudizio finale.